# 骆嘉琦
骆嘉琦（1998年12月21日—），中国少年演员。曾与林妙可出演《网娃》广告，2011年央视开年大戏《幸福来敲门》中饰演宋宇生的儿子宋隽，在《青年冯友兰》中饰演少年冯友兰。